# Dumbarton Bridge
Die Dumbarton Bridge ist eine Straßenbrücke in den USA, die in Kalifornien die Bucht von San Francisco quert. Sie ist die südlichste Querung der Bucht und verbindet die Städte Menlo Park und Fremont.

## Geschichte
Die 1927 für 2,25 Mio. Dollar gebaute Dumbarton Bridge war die erste aller Brücken über die San Francisco Bay. Sie wurde 1984 aus Sicherheitsgründen und wegen mangelnder Kapazität durch einen Neubau ersetzt. Die neue Brücke weist in jeder Richtung drei Fahrspuren auf, die durch eine Betonbarriere auf dem Mittelstreifen voneinander getrennt sind. Weiter gibt es einen Fahrrad- und Fußgängerweg. Die Brücke wird jährlich von 12 Mio. Fahrzeugen benutzt, die 62 Mio. Dollar Einnahmen aus der Straßenmaut generieren.